# Unidades morfoestructurales

La estructura es el resultado de los movimientos tectónicos procedentes del interior de la tierra (orogénesis, sismos y volcanes), que originan desplazamientos, levantamientos y hundimientos de la corteza terrestre y crean la disposición básica del relieve. La forma del relieve se debe a la posterior actuación de los agentes del modelado o fuerzas externas (agua, hielo, meteoros y seres vivos), que lo erosionan y mueven y transportan materia, de debajo de la superficie terrestre.
- Datos: Q6156193